# Luca Scassa
Luca Scassa (Arezzo, 23 agosto 1983) è un pilota motociclistico italiano.
Due volte campione italiano: vincitore della Superstock 1000 nel 2006 e della Superbike nel 2008.

## Carriera
Nel 2004 è quarto nel campionato italiano Stock1000 con una gara vinta. Stesso piazzamento anche nella stagione successiva, mentre nel 2006 vince il titolo con MV Agusta. Parallelamente ai campionati italiani, dal 2004 al 2007 ha gareggiato nella Superstock 1000 FIM Cup. Nel 2007 inoltre, disputa la gara finale del CIV Superbike al Mugello chiudendola al terzo posto. Diventa campione italiano Superbike la stagione successiva: nel 2008, con una MV Agusta F4 312 R del team Unionbike Gimotorsports. Nello stesso anno esordisce nel campionato mondiale Superbike come pilota sostitutivo per il team D.F. Racing sul circuito di Portimão, senza ottenere punti. Nel 2009 partecipa al mondiale Superbike con una Kawasaki ZX-10R del Team Pedercini. Conclude la sua prima stagione completa al ventinovesimo posto nella classifica generale con 11 punti, ottenendo come miglior risultato in gara il tredicesimo posto in gara 1 nel Gran Premio di Francia tenutosi sul circuito di Magny-Cours. Nella stessa stagione, e con la stessa motocicletta del mondiale, prende parte all'evento finale al Mugello del CIV Superbike. Dopo aver fatto segnare la pole position, chiude la gara al terzo posto.
Il 16 febbraio viene annunciata la sua partecipazione nel 2010 al campionato mondiale Superbike con una Ducati 1098R del team Supersonic Racing. Nel corso della stagione è costretto a saltare la prima prova stagionale in Australia a Phillip Island in quanto la Ducati non ha ancora implementato la moto da mettergli a disposizione e il Gran Premio di Silverstone per una caduta in gara 1 a Brno che gli provoca la frattura del 3º e 4º metatarso del piede sinistro. Anche con queste vicissitudini riesce comunque a migliorare i risultati dell'anno precedente, posizionandosi in diciassettesima posizione nel campionato piloti con 85 punti.
Nel 2011 passa al mondiale Supersport alla guida di una Yamaha YZF-R6 del team ParkinGO, ottenendo nel corso della stagione tre vittorie e finendo al 5º posto in classifica; durante l'anno è costretto a saltare il week-end di Misano per squalifica dopo aver girato con una moto di serie sullo stesso tracciato, eventualità non permessa dal regolamento essendo il circuito incluso nel calendario e non designato dalla sua squadra per effettuare test. Nel 2012 partecipa al campionato britannico Superbike con una Honda CBR1000RR del team Padgetts Racing classificandosi quindicesimo.
La sua stagione è composta di alti e bassi soprattutto per circuiti nuovi per lui, come miglior piazzamento un ottimo 4º posto ad Assen; conclude la sua stagione al 15º posto con 76 punti. Per la stagione 2013 il pilota aretino ritorna nel mondiale Supersport passando alla guida della Kawasaki ZX-6R del team Kawasaki Intermoto Ponyexpres. Il 29 settembre 2013 esordisce nel Motomondiale, in MotoGP, sulla ART del team Cardion AB Motoracing, in sostituzione dell'infortunato Karel Abraham, nel week-end spagnolo ad Aragon, dove giunge 17º grazie ad una rimonta dopo essere stato costretto ad un lungo per evitare una caduta, guadagnandosi la riconferma per il resto delle gare della stagione. Non ottiene punti nel motomondiale, mentre nella Supersport conclude ottavo con 75 punti ed un podio all'attivo.
Nel 2014 partecipa ad alcune gare del campionato mondiale Superbike in sella ad una Kawasaki ZX-10R in configurazione EVO del Team Pedercini. Raccoglie in totale sedici punti che gli consentono di ottenere il ventiquattresimo posto in classifica mondiale. Nel 2015 è collaudatore per Ducati, ha l'opportunità di disputare le due gare del Gran Premio di Francia in sostituzione dell'infortunato Davide Giugliano. Ottiene un tredicesimo ed un nono posto, per un totale di 10 punti che valgono il ventisettesimo posto in classifica generale a fine stagione.
Nel 2016 torna a disputare delle gare nel mondiale Superbike in sella alla Ducati Panigale del team VFT Racing in sostituzione dell'infortunato Fabio Menghi. Ottiene dieci punti che gli valgono la ventiquattresima posizione in classifica piloti.

## Risultati in gara

### Campionato mondiale Superbike
| 2008 | Moto  |  |  |  |  |  |  |  |  |  |  |  |  |  |  |  |  |  |  |  |  |  |  |  |  |  |  |     |    | Punti | Pos. |
| ---- | ----- |  |  |  |  |  |  |  |  |  |  |  |  |  |  |  |  |  |  |  |  |  |  |  |  |  |  | --- | -- | ----- | ---- |
| 2008 | Honda |  |  |  |  |  |  |  |  |  |  |  |  |  |  |  |  |  |  |  |  |  |  |  |  |  |  | Rit | 27 | 0     |      |

| 2009 | Moto     |    |    |    |    |    |    |     |    |    |    |    |     |    |     |     |    |    |    |    |     |    |    |    |    |    |     |    |    | Punti | Pos. |
| ---- | -------- | -- | -- | -- | -- | -- | -- | --- | -- | -- | -- | -- | --- | -- | --- | --- | -- | -- | -- | -- | --- | -- | -- | -- | -- | -- | --- | -- | -- | ----- | ---- |
| 2009 | Kawasaki | 20 | 20 | 17 | 20 | 18 | 24 | Rit | 15 | 23 | 14 | 17 | Rit | 19 | Rit | Rit | 20 | 19 | 16 | 16 | Rit | 16 | 14 | 16 | 18 | 13 | Rit | 15 | 14 | 11    | 29º  |

| 2010 | Moto   |  |  |    |    |    |    |    |    |    |    |    |    |   |    |    |   |     |    |     |     |    |    |    |    |    |   |  |  | Punti | Pos. |
| ---- | ------ |  |  | -- | -- | -- | -- | -- | -- | -- | -- | -- | -- | - | -- | -- | - | --- | -- | --- | --- | -- | -- | -- | -- | -- | - |  |  | ----- | ---- |
| 2010 | Ducati |  |  | 20 | 16 | 14 | 14 | 15 | 11 | 16 | 10 | 11 | 12 | 7 | 10 | 11 | 8 | Rit | NP | Inf | Inf | 10 | 14 | 13 | 10 | 10 | 7 |  |  | 85    | 17º  |

| 2014 | Moto     |  |  |    |    |    |    |    |    |  |  |  |  |  |  |  |  |  |  |  |  |  |  |  |  |  |  |  |  | Punti | Pos. |
| ---- | -------- |  |  | -- | -- | -- | -- | -- | -- |  |  |  |  |  |  |  |  |  |  |  |  |  |  |  |  |  |  |  |  | ----- | ---- |
| 2014 | Kawasaki |  |  | 16 | 14 | 11 | 12 | 13 | 14 |  |  |  |  |  |  |  |  |  |  |  |  |  |  |  |  |  |  |  |  | 16    | 24º  |

| 2015 | Moto   |  |  |  |  |  |  |  |  |  |  |  |  |  |  |  |  |  |  |  |  |  |  |    |   |  |  |  |  | Punti | Pos. |
| ---- | ------ |  |  |  |  |  |  |  |  |  |  |  |  |  |  |  |  |  |  |  |  |  |  | -- | - |  |  |  |  | ----- | ---- |
| 2015 | Ducati |  |  |  |  |  |  |  |  |  |  |  |  |  |  |  |  |  |  |  |  |  |  | 13 | 9 |  |  |  |  | 10    | 27º  |

| 2016 | Moto   |  |  |  |  |  |  |  |  |  |  |    |    |     |    |  |  |  |  |    |    |    |     |     |    |    |    |  |  | Punti | Pos. |
| ---- | ------ |  |  |  |  |  |  |  |  |  |  | -- | -- | --- | -- |  |  |  |  | -- | -- | -- | --- | --- | -- | -- | -- |  |  | ----- | ---- |
| 2016 | Ducati |  |  |  |  |  |  |  |  |  |  | 13 | 17 | Rit | 17 |  |  |  |  | 15 | 11 | 15 | Rit | Rit | 16 | 16 | 16 |  |  | 10    | 24º  |

| Legenda | 1º posto        | 2º posto            | 3º posto           | A punti      | Senza punti        | Grassetto – Pole position Corsivo – Giro più veloce |
| Legenda | Gara non valida | Non qual./Non part. | Ritirato/Non class | Squalificato | '-' Dato non disp. | Grassetto – Pole position Corsivo – Giro più veloce |

### Campionato mondiale Supersport
| 2011 | Moto   |   |   |     |   |        |     |   |    |   |     |   |   |  |  | Punti | Pos. |
| ---- | ------ | - | - | --- | - | ------ | --- | - | -- | - | --- | - | - |  |  | ----- | ---- |
| 2011 | Yamaha | 1 | 1 | Rit | 2 | [ 13 ] | Rit | 7 | 12 | 4 | Rit | 1 | 4 |  |  | 134   | 5º   |

| 2013 | Moto     |   |   |     |   |   |   |   |    |    |    |    |    |  |  | Punti | Pos. |
| ---- | -------- | - | - | --- | - | - | - | - | -- | -- | -- | -- | -- |  |  | ----- | ---- |
| 2013 | Kawasaki | 6 | 3 | Rit | 8 | 5 | 8 | 6 | AN | 13 | 13 | 11 | 15 |  |  | 75    | 8º   |

| Legenda | 1º posto        | 2º posto            | 3º posto           | A punti      | Senza punti        | Grassetto – Pole position Corsivo – Giro più veloce |
| Legenda | Gara non valida | Non qual./Non part. | Ritirato/Non class | Squalificato | '-' Dato non disp. | Grassetto – Pole position Corsivo – Giro più veloce |

### Motomondiale
| 2013 | Classe | Moto |  |  |  |  |  |  |  |  |  |  |  |  |  |    |    |    |     |    | Punti | Pos. |
| ---- | ------ | ---- |  |  |  |  |  |  |  |  |  |  |  |  |  | -- | -- | -- | --- | -- | ----- | ---- |
| 2013 | MotoGP | ART  |  |  |  |  |  |  |  |  |  |  |  |  |  | 17 | 17 | 16 | Rit | 18 | 0     |      |

| Legenda | 1º posto        | 2º posto            | 3º posto            | A punti      | Senza punti        | Grassetto – Pole position Corsivo – Giro più veloce |
| Legenda | Gara non valida | Non qual./Non part. | Ritirato/Non class. | Squalificato | '-' Dato non disp. | Grassetto – Pole position Corsivo – Giro più veloce |